# Слупчане
Слупчане или Слупчани (на македонска литературна норма: Слупчане; на албански: Sllupçani, Слупчани) е село в Северна Македония, в община Липково.

## География
Селото е разположено в западните поли на Скопска Църна гора в областта Жеглигово.

## История
Халит ефенди джамия в селото е от 1415 година. В края на XIX век Слупчане е албанско село в Кумановска каза на Османската империя. Според статистиката на Васил Кънчов („Македония. Етнография и статистика“) от 1900 г. Слупчане е село, населявано от 330 жители арнаути мохамедани и 90 цигани.
Според патриаршеския митрополит Фирмилиан в 1902 година в селото има 29 сръбски патриаршистки къщи. По данни на секретаря на Българската екзархия Димитър Мишев („La Macédoine et sa Population Chrétienne“) в 1905 година в Слупчани има и 160 християни - българи патриаршисти сърбомани.
Според преброяването от 2002 година селото има 3789 жители.
| Националност     | Всичко |
| северномакедонци | 0      |
| албанци          | 3765   |
| турци            | 0      |
| роми             | 0      |
| власи            | 1      |
| сърби            | 0      |
| бошняци          | 0      |
| други            | 19     |

## Личности
Родени в Слупчане
- Насер Айдини (р. 1963), политик от Северна Македония
- Сафие Садики-Шаини (р. 1988), политик от Северна Македония